# フィリップ・フランク
フィリップ・フランク（Philipp Frank, 1884年3月20日、オーストリア=ハンガリー帝国ウィーン - 1966年7月21日、アメリカ合衆国マサチューセッツ州ケンブリッジ）は、物理学者、数学者、哲学者。20世紀前半に活躍した。論理実証主義者であり、ウィーン学団のメンバーの一人であった。エルンスト・マッハの影響を受けており、レーニンの『唯物論と経験批判論』ではマッハ主義者の一人として名指しで批判されている。

## 活動初期
ウィーン大学で物理学を学び、ルートヴィッヒ・ボルツマンの指導のもとで理論物理学の卒業論文を執筆し1907年に卒業。アルベルト・アインシュタインは1912年から1938年までチェコ＝ドイツ・シャルル・フェルディナンド大学で教えていたが、自分の後任にフランクを推薦した。

## アメリカ合衆国への移住
その後フランクはアメリカ合衆国に移住し、ハーバード大学で物理学・数学の講師になった。
1947年、アメリカ芸術・科学アカデミー（AAAS）の一部として統一科学研究所（Institute for the Unity of Science）を設立した。当時AAASの会長を務めていたハワード・マンフォード・ジョーンズが知識の断片化を克服することの必要性を訴えていたので、それに応じたのである。研究所は定期的に会合を開き、幅広い参加者を集めた。クワインはこの組織を「亡命中のウィーン学団（Vienna Circle in exile）」と呼んだ。
天文学者のホルトン・アープは、ハーバード大学で受講した授業の中で、フランクの科学哲学クラスが一番のお気に入りだったと回顧している。

## マッハの原理について
第二次世界大戦中にハーバードで行った講義において、フランクは「マッハの原理」を表した下記の鮮やかな言明をマッハ自身の主張とした。
「地下鉄がガタガタ揺れているとき、人を揺さぶっているのは固定された恒星である。」
原理についてのこの定式への注釈としてフランクが指摘するところによると、マッハが例として地下鉄を選んだのは、慣性の影響が（地球の質量によって）遮られていないことをよく示しているからだという。地下鉄内での距離の離れた質量、すなわち地下鉄に乗っている人の質量どうしの作用は、直接的かつ同時的である。このように示されることで、マッハの原理と、距離の離れたすべての作用は遅延化するというアインシュタインの理論が相容れないということがよく分かる。

## 著作
- Philosophy of Science, Prentice Hall (1957)
- Einstein: His Life and Times (1947)
矢野健太郎訳『アインシュタイン』岩波書店、1951年；［文庫版］『評伝　アインシュタイン』岩波書店、2005年
- Foundations of Physics